# Ferdinando d'Aviz (1402-1443)
Ferdinando del Portogallo anche conosciuto come Fernando il Santo o il Beato, Fernando il Costante o Infante Santo (Fernando o Fernão in portoghese e in galiziano, Fernando o Fernán in spagnolo, in asturiano, in aragonese e in basco, Ferran in catalano, e Ferdinand in francese, in inglese, in tedesco e in fiammingo. Ferdinandus in latino; Santarem, 29 settembre 1402 – Fès, 5 giugno 1443) principe della casa reale portoghese, che fu Gran Maestro dell'Ordine d'Aviz; è venerato come beato dalla Chiesa cattolica.

## Origine[1][2][3]
Era il decimo figlio del re del Portogallo e dell'Algarve, João I o Giovanni I d'Aviz e di sua moglie, Filippa di Lancaster.

## Biografia

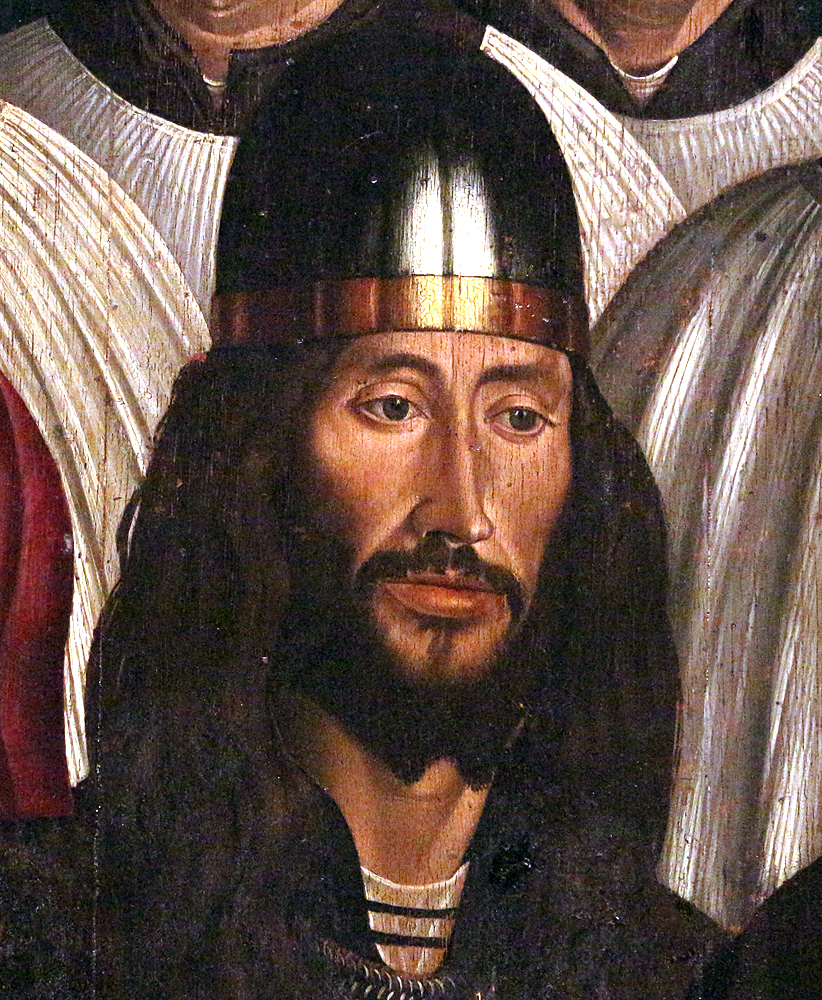
Ritratto ritenuto rappresentare Ferdinando d'Aviz, presente nel Polittico di São Vicente de Fora

Arme di Ferdinando d'Aviz

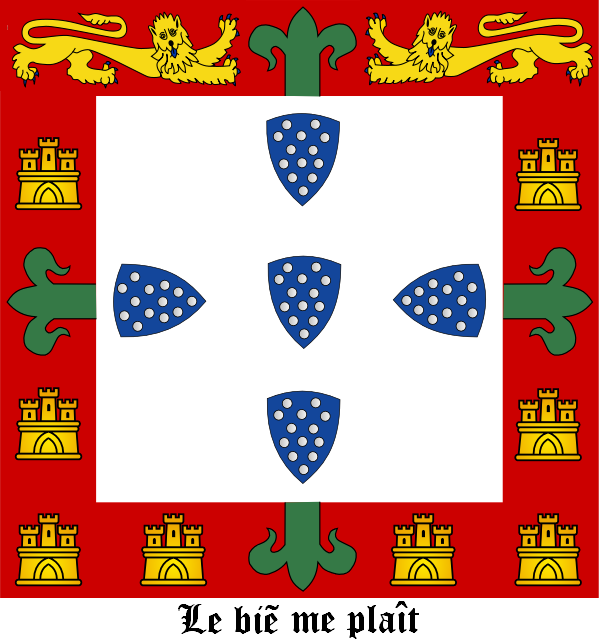
Bandiera personale di Fernando il Santo col suo motto: «Le bien me plaît».

Suo padre, il re Giovanni I, gli fece avere una buona educazione ed una buona istruzione come ai suoi cinque tra fratelli e sorelle che arrivarono all'età adulta, Edoardo, Pietro, Enrico, Isabella e Giovanni, in un ambiente tranquillo e privo di intrighi (Il grande poeta portoghese, Luís de Camões, li cita nel racconto epico, I Lusiadi, come Ínclita geração).
Ben presto si interessò a questioni connesse alla religione e, ancora in giovane età, venne nominato dal padre Gran Maestro dell'Ordine di Aviz.
Essendo il figlio minore accarezzò il desiderio di potersi guadagnare onore e stima mettendosi al servizio del papa o di qualche altro sovrano, poi però, anche su consiglio dei propri fratelli si concentrò sulla lotta antimusulmana in special modo alla guerra al sultano del Marocco.
Alla morte del re suo padre, nel 1433, suo fratello, il maggiore, Edoardo, salì al trono come Edoardo I e, nel 1437, Fernando fu tra i principali fautori della spedizione per la conquista di Tangeri; infatti assieme al fratello Enrico, detto il Navigatore, persuase il re Edoardo a lanciare un'offensiva in Marocco per ottenere una migliore base africana per la futura esplorazione dell'Atlantico e anche per compensare la perdita di importanza commerciale di Ceuta da quando era divenuta parte del regno portoghese, nel 1415. Però gli altri due fratelli, Giovanni, il Connestabile del Portogallo e Pietro, duca di Coimbra, erano contrari all'iniziativa; avrebbero preferito evitare un conflitto con il sultano del Marocco. I fatti dettero loro ragione. L'attacco a Tangeri ebbe successo, ma a prezzo di alte perdite umane e ben presto la città fu perduta. Enrico, comandante della spedizione, per preservare l'esercito da ulteriori perdite, si accordò per una tregua, lasciando il fratello, Fernando, in ostaggio del sultano del Marocco; la tregua fu rotta, sembra dai mori, e, non essendo riusciti a trovare un accordo, Fernando rimase prigioniero e, dato che aveva tentato invano la fuga, fu trasferito a Fès.
Come riscatto, per Fernando, il sultano chiese la restituzione della città di Ceuta, conquistata dai portoghesi nel 1415, che Giovanni, il Connestabile del Portogallo, dopo il disastro, aveva difese tenacemente dagli attacchi del sultano del Marocco. Giovanni era disposto ad accettare, ed offrì la città in cambio della libertà di suo fratello Fernando, che però rifiutò, e quindi lo scambio non poté essere concluso.

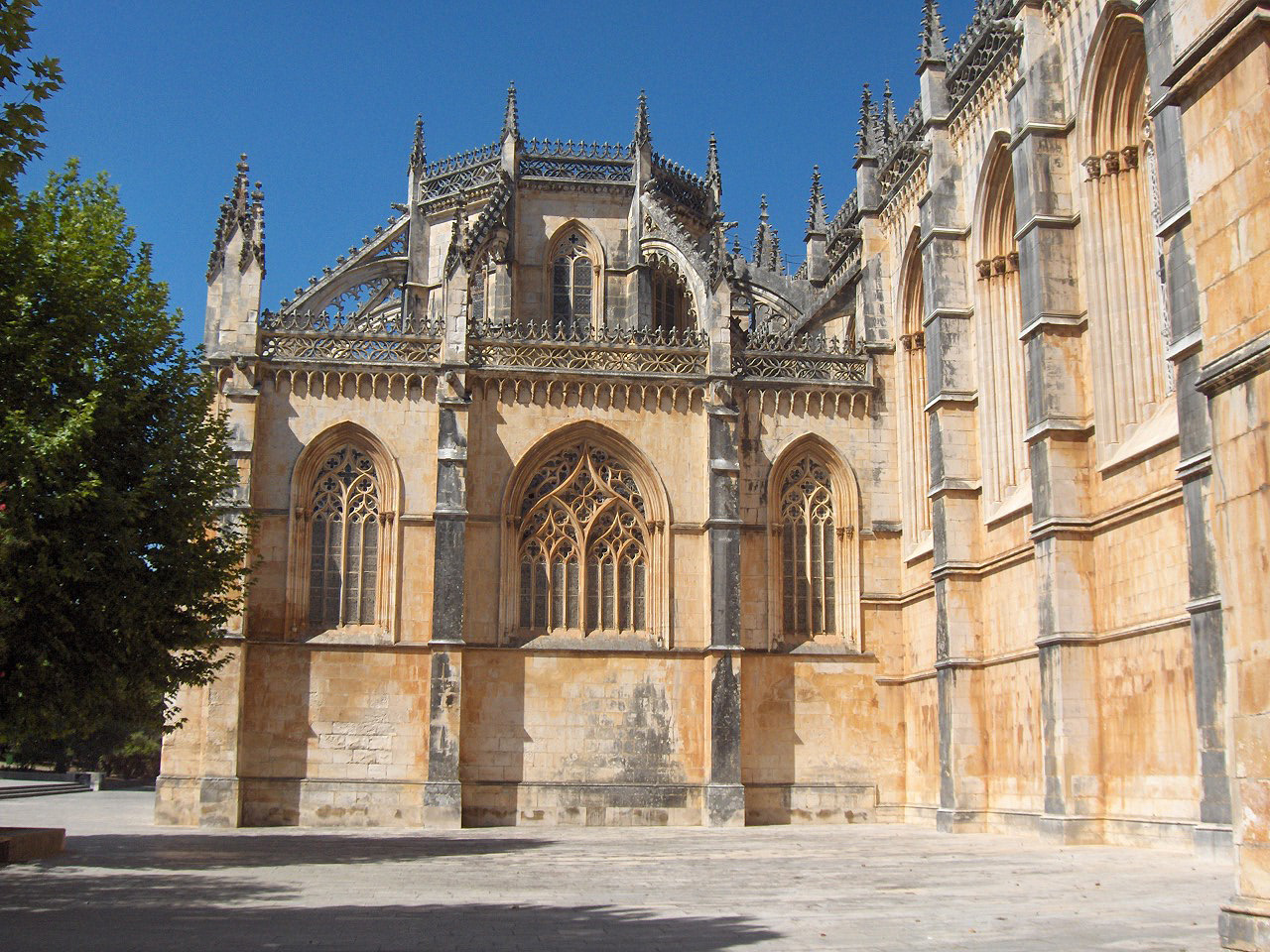
Cappella del fondatore del Monastero di Batalha

Infatti Fernando non volle che il suo paese perdesse una città così preziosa per il Portogallo e decise di rimanere prigioniero.
Il fratello Pietro, reggente del regno, nel 1440, avrebbe voluto cedere Ceuta per la libertà di Fernando, ma nella corte non tutti furono favorevoli, allora rivolse un  appello al sultano, senza ottenere alcun effetto.
Fernando morì in prigione a Fès il 5 giugno del 1443.
Le sue spoglie vennero trasferite nel Monastero di Batalha, nel 1471, nel quale egli giace nella Cappella del Fondatore. Il suo sacrificio nell'interesse della nazione, gli diede l'appellativo di Principe Santo (in portoghese o Infante Santo).
Fernando venne beatificato nel 1470 e la memoria è fissata il giorno 5 giugno. La Crónica do Infante Santo D. Fernando redatta su richiesta di Enrico il Navigatore tra il 1451 ed il 1460 da João Álvares, monaco e compagno di prigionia di Ferdinando narra le vicende di quest'ultimo in chiave agiografica. L'opera originariamente manoscritta venne stampata nel 1527 a Lisbona.

## Discendenza
Fernando non prese moglie e di lui non si conosce alcuna discendenza.

## Ferdinando nella letteratura e nel teatro
La sua prigionia marocchina è narrata nella commedia di Pedro Calderón de la Barca Il principe costante (El príncipe constante, 1629), di cui si ricorda il famoso allestimento che, a partire dal 1965, Jerzy Grotowski mise in scena nella traduzione polacca di Juliusz Słowacki. Ad Alberto Arbasino si deve la rivisitazione satirica del medesimo testo, pubblicato sempre con lo stesso titolo presso Einaudi nel 1972.

## Toponomastica
La città di Lisbona ha dedicato una via a Ferdinando d'Aviz, la Avenida Infante Santo, nella freguesia di Estrela.

## Ascendenza
|                                            |                           |                                          | Genitori                                    |  |  | Nonni |  |  | Bisnonni                  |  |  | Trisnonni              |  |
|                                            |                           |                                          |                                             |  |  |       |  |  | Alfonso IV del Portogallo |  |  | Dionigi del Portogallo |  |
|                                            |                           |                                          |                                             |  |  |       |  |  | Alfonso IV del Portogallo |  |  | Dionigi del Portogallo |  |
|                                            |                           | Isabella d'Aragona                       |                                             |  |  |       |  |  | Alfonso IV del Portogallo |  |  |                        |  |
| Pietro I del Portogallo                    |                           |                                          |                                             |  |  |       |  |  | Alfonso IV del Portogallo |  |  |                        |  |
|                                            |                           | Beatrice di Castiglia                    | Sancho IV di Castiglia                      |  |  |       |  |  |                           |  |  |                        |  |
|                                            |                           | Beatrice di Castiglia                    | Sancho IV di Castiglia                      |  |  |       |  |  |                           |  |  |                        |  |
|                                            |                           | Beatrice di Castiglia                    | Maria di Molina                             |  |  |       |  |  |                           |  |  |                        |  |
| Giovanni I del Portogallo                  |                           | Beatrice di Castiglia                    |                                             |  |  |       |  |  |                           |  |  |                        |  |
|                                            |                           | Lourenço Martins                         | …                                           |  |  |       |  |  |                           |  |  |                        |  |
|                                            |                           | Lourenço Martins                         | …                                           |  |  |       |  |  |                           |  |  |                        |  |
|                                            |                           | Lourenço Martins                         | …                                           |  |  |       |  |  |                           |  |  |                        |  |
| Teresa Lourenço                            |                           | Lourenço Martins                         |                                             |  |  |       |  |  |                           |  |  |                        |  |
|                                            |                           | Sancha Martins                           | …                                           |  |  |       |  |  |                           |  |  |                        |  |
|                                            |                           | Sancha Martins                           | …                                           |  |  |       |  |  |                           |  |  |                        |  |
|                                            |                           | Sancha Martins                           | …                                           |  |  |       |  |  |                           |  |  |                        |  |
| Ferdinando d'Aviz                          |                           | Sancha Martins                           |                                             |  |  |       |  |  |                           |  |  |                        |  |
|                                            | Edoardo III d'Inghilterra | Edoardo II d'Inghilterra                 |                                             |  |  |       |  |  |                           |  |  |                        |  |
|                                            | Edoardo III d'Inghilterra | Edoardo II d'Inghilterra                 |                                             |  |  |       |  |  |                           |  |  |                        |  |
|                                            | Edoardo III d'Inghilterra | Isabella di Francia                      |                                             |  |  |       |  |  |                           |  |  |                        |  |
| Giovanni Plantageneto, I duca di Lancaster | Edoardo III d'Inghilterra |                                          |                                             |  |  |       |  |  |                           |  |  |                        |  |
|                                            |                           | Filippa di Hainaut                       | Guglielmo I di Hainaut                      |  |  |       |  |  |                           |  |  |                        |  |
|                                            |                           | Filippa di Hainaut                       | Guglielmo I di Hainaut                      |  |  |       |  |  |                           |  |  |                        |  |
|                                            |                           | Filippa di Hainaut                       | Giovanna di Valois                          |  |  |       |  |  |                           |  |  |                        |  |
| Filippa di Lancaster                       |                           | Filippa di Hainaut                       |                                             |  |  |       |  |  |                           |  |  |                        |  |
|                                            |                           | Enrico Plantageneto, I duca di Lancaster | Enrico Plantageneto, III conte di Lancaster |  |  |       |  |  |                           |  |  |                        |  |
|                                            |                           | Enrico Plantageneto, I duca di Lancaster | Enrico Plantageneto, III conte di Lancaster |  |  |       |  |  |                           |  |  |                        |  |
|                                            |                           | Enrico Plantageneto, I duca di Lancaster | Maud Chaworth                               |  |  |       |  |  |                           |  |  |                        |  |
| Bianca di Lancaster                        |                           | Enrico Plantageneto, I duca di Lancaster |                                             |  |  |       |  |  |                           |  |  |                        |  |
|                                            |                           | Isabella di Beaumont                     | Enrico di Beaumont                          |  |  |       |  |  |                           |  |  |                        |  |
|                                            |                           | Isabella di Beaumont                     | Enrico di Beaumont                          |  |  |       |  |  |                           |  |  |                        |  |
|                                            |                           | Isabella di Beaumont                     | Alice Comyn                                 |  |  |       |  |  |                           |  |  |                        |  |
|                                            |                           | Isabella di Beaumont                     |                                             |  |  |       |  |  |                           |  |  |                        |  |